# Bestattungsfachkraft
Die Bestattungsfachkraft ist in Deutschland seit dem 1. August 2007 ein staatlich anerkannter Ausbildungsberuf.

## Dauer und Struktur der Ausbildung
Die Ausbildung wird in Bestattungsinstituten und in Friedhofsverwaltungen durchgeführt. Sie umfasst drei Jahre. Die Berufsschulen in Bad Kissingen, Wermelskirchen und in Springe sind für die schulische Ausbildung in Form von Blockunterricht verantwortlich. Die praktische Ausbildung wird im Betrieb durchgeführt und umfasst unter anderem die Bergung, Überführung, Versorgung, Einkleidung und Einbettung von Verstorbenen. Grabtechnik, Warenkunde, Dekoration, Beratungsgespräch und Trauerpsychologie werden in drei überbetrieblichen Lehrgängen im Bundesausbildungszentrum der Bestatter in Münnerstadt gelehrt.
Im praktischen Teil der Ausbildung werden das Beratungsgespräch mit den Angehörigen, die Organisation, Planung und Kontrolle der Bestattung, die Kalkulation und Rechnungslegung, aber auch die Beurkundung eines Sterbefalls beim Standesamt sowie alle nach einem Sterbefall abzuwickelnden Formalitäten vermittelt. Dazu gehören zum Beispiel das Abmelden eines Verstorbenen bei den Krankenkassen und den Rentenversicherungen.
Der Bundesverband Deutscher Bestatter empfiehlt für das Jahr 2022 im ersten Ausbildungsjahr eine Ausbildungsvergütung in Höhe von 590,00 €, im zweiten Ausbildungsjahr 690,00 € und im dritten Ausbildungsjahr 790,00 €, sowie zusätzlich die Übernahme der Berufsschulkosten.
Ausbildungsverträge werden in die Lehrlingsrolle der Handwerkskammern eingetragen, wenn die Ausbildung in einem Unternehmen des Handwerks stattfindet. Bildet ein Betrieb aus, der bei einer Industrie- und Handelskammer registriert ist, so wird der Ausbildungsvertrag dort betreut. Der Beruf des Bestatters ist frei und kann ohne Ausbildung oder Prüfung ausgeübt werden. Lediglich die Ausbildung ist geregelt. Es gibt Bestrebungen (und Gegenbestrebungen), den Beruf zu regulieren durch Verleihung des Status des Handwerks oder der Handwerksähnlichkeit.

### Berufsschule
Die Berufsschulen für angehende Bestattungsfachkräfte befinden sich in Bad Kissingen, Wermelskirchen und Springe. Der Unterricht findet Blockweise mit jeweils 2 oder 3 Wochen statt. Neben allgemeinen Unterrichtsfächern wie Deutsch, Englisch und Religion findet dort vor allem Unterricht mit berufsbezogenen Fächern wie beispielsweise Versorgung und Bestattung, Betriebsprozesse, Beratung und Betreuung statt.

### Überbetriebliche Ausbildung
Die überbetriebliche Ausbildung der Bestattungsfachkräfte beginnt im Regelfall ab dem zweiten Ausbildungsjahr. Unterrichtsort ist bundesweit einheitlich das Bundesausbildungszentrum der Bestatter (Theo-Remmertz-Akademie) in Münnerstadt. Auszubildende müssen während ihrer Ausbildung an insgesamt drei überbetrieblichen Lehrlingsunterweisungen teilnehmen.

### Zwischenprüfung
Die Zwischenprüfung dient als Leistungskontrolle für den Auszubildenden und deren Ausbilder. Das Ergebnis der Zwischenprüfung geht nicht in die Abschlussprüfung mit ein was bedeutet, dass diese nur eine Lernkontrollfunktion besitzt und dem Auszubildenden seinen aktuellen Ausbildungsstand vermittelt. Es findet eine praktische und eine schriftliche Zwischenprüfung statt.

### Gesellenprüfung (Abschlussprüfung)
Die Gesellenprüfung gliedert sich in vier Prüfungsbereiche:
1. Bestattungsdurchführung (praktisch)
2. Geschäfts- und Verwaltungsvorgänge (schriftlich)
3. Bestattungsorganisation (schriftlich)
4. Wirtschafts- und Sozialkunde (schriftlich)

## Fortbildung
Es bestehen Fortbildungsmöglichkeiten u. a. zum Bestattermeister und zum Geprüften Bestatter, zum Bürokommunikationsfachwirt für das Bestattungsgewerbe, zum Geprüften Kundenberater Friedhofsservice oder zum Geprüften Thanatopraktiker.
Bestattermeister
Der Bestattermeister ist eine eigenständige Fortbildung (rd. 11 Monate in Teilzeit), die einen höheren Abschluss als die Bestattungsfachkraft darstellt. Diese Fortbildung ist speziell für Führungskräfte oder erfahrene Bestatter.
Die Fortbildung zum Bestattermeister wird durch bundeseinheitliche Verordnungen des Bundesministeriums für Wirtschaft verbindlich geregelt. Sie ergänzt die Verordnung zum Ausbildungsberuf „Bestattungsfachkraft“ und bietet für alle Absolventen der dreijährigen Ausbildung eine weitere Qualifikationsperspektive auf Meisterebene.
Geprüfter Thanatopraktiker
Die Ausbildung zum Thanatopraktiker vermittelt sowohl theoretische als auch praktische Kenntnisse. Die Ausbildung zum Thanatopraktiker teilt sich in einen theoretischen und praktischen Block und schließt mit der staatlich anerkannten Prüfung zum Geprüften Thanatopraktiker ab.